# Franc Zgonik
Franc Zgonik, slovenski kmet, član organizacije TIGR in partizan, * 19. december 1898, Cvetrož pri Braniku, † 15. februar 1944, Branik. 
Bil je sin 12 članske zelo zavedne slovenske družine in pobudnik ter sodelavec kulturno prosvetnih dejavnosti v Braniku. Sodeloval je v pevskem zboru, po fašistični prepovedi delovanja zbora pa je vodil cerkveni pevski zbor. Njegova hiša je bila shajališče  zavednih in naprednih Slovencev. Zgonik je kot član ilegalne trojke v Cvetrožu od leta 1926 dalje sodeloval v ilegalnih protifašističnih akcijah in manifestacijah v Braniški dolini. Povezan je bil z Zorkom Jelinčičem in Albertom Rejcem. Ko se je Pinko Tomažič po odsluženi vojaščini leta 1938 vrnil v Trst, je tudi on z Zgonikom vzpostavil ilegalne stike. Franc Zgonik je bil ob vstopu Italije v vojno poslan v internacijo, po italijanski kapitulaciji septembra 1943 se je vrnil domov, se pridružil  narodnoosvobodilni borbi ter bil na zborovanju v Braniku po govoru Jože Vilfana izvoljen za župana. V hiši si je na podstrešju uredil varno  skrivališče. Ob napadu Nemcev 15. februarja 1944 na Branik je še uspel skriti gradivo OF, sam pa se je zatekel na podstrešno skrivališče. Ko pa so Nemci hišo zažgali je uspel zbežati po strugi Brnice. Nemci so ga s streli ranili, ga ujeli ter ranjenega in zvezanega odvlekli v Kordičevo hišo v kateri so ustrelili Kordičevo ženo in hčerko ter hišo minirali. Ranjeni Zgonc je končal življenje v ruševinah podrte hiše. Okupatorji so požgali tudi Zognikovo domačijo, ostalo družino pa internirali v Nemčijo. Franc Zgonik je ostal prebivalcem Braniške doline trdno zasidran v spominu. Po njem so leta 1953 imenovali Pevsko društvo Franc Zgonik.